# よしづきくみち
よしづき くみち（1月26日 - ）は、日本の男性漫画家、イラストレーター。東京都生まれ、埼玉県越谷市在住。左利き。
2002年に『月刊コミックドラゴン』（富士見書房）掲載の「Living Quarter」でデビュー。同年に同誌で連載開始した『魔法遣いに大切なこと - Someday's dreamers』（原作：山田典枝）で連載デビューし、代表作となった。2023年から「現代ビジネス」（講談社）サイト上において『南海トラフ巨大地震』（原作：biki）を連載開始し、2024年から「マガジンポケット」（同社）に移籍して連載中。
「よしづ / きくみち」と誤解（ぎなた読み）されることがあるが、氏名は「よしづき / くみち」と区切るのが正しい。

## 来歴

### デビューまで
東京都で生まれる。小学生のころに姉の影響で漫画を読み始め、漫画の絵を真似して描くうちに漫然と漫画家を志すようになった。当時はとりわけ桂正和の『ウイングマン』を熱心に読んでいたという。
中学校時代はイラスト部に所属し、作品展に出品したイラストを褒められた経験から改めて「絵の仕事で食べていこう」と考える。このころ山本二三の描く背景が好きになり、これが背景にこだわりを持って描くという自分のスタイルの元になっているとして、よしづきは山本を「最も影響を受けた人」の一人に挙げている。
高校卒業後、「マンガの専門学校」へ進むも「自分で勉強して投稿した方が早いな」と考えて中退。『週刊ビッグコミックスピリッツ』（小学館）に2回投稿したが実らず、当時好きでよく読んでいた『月刊アフタヌーン』（講談社）に投稿し、1993年と1994年にアフタヌーン四季賞佳作を受賞した。デビューに向けて短編のネームを担当編集者に見せる日々を送っていたが、「少々ネーム作りに疲れていた」ところに漫画家の藤島康介がアシスタントを必要としているという話を聞き、『ああっ女神さまっ』の作画アシスタントとなった。
アシスタントを始めてしばらくしたころ、藤島の職場にパソコンとペンタブレットが導入され、初めて使ったペイントソフトに「これ使えばもう描けない絵なんてないじゃん」と思うほどの強い衝撃を受ける。やがて自分でも購入し、2000年に自身のホームページ「つちのこ準星群」を開設。翌2001年、ホームページで公開していたイラストが富士見書房の編集者の目に留まり、「原作つきの作品をやってみないか」と誘いを受けた。その誘いを一旦保留とした上で、同社刊行の『月刊コミックドラゴン』2002年2月号にて「Living Quarter」を発表。新人賞受賞から約8年越しのデビューを果たした。

### 原作付き作品のヒット
「Living Quarter」を描く中で「話の構成がいちばんむずかしい」と力不足を感じ、「原作つきで修行させてもらえるのはやっぱりありがたいな」と考えて当初の誘いを引き受ける。こうして2002年5月、藤島のアシスタントを辞めて同誌にて『魔法遣いに大切なこと - Someday's dreamers』（原作：山田典枝）の連載を開始し、連載デビューした。同作はアニメ化や小説化もされるヒット作となってシリーズ化。翌2003年に連載開始したシリーズ第2作『魔法遣いに大切なこと 太陽と風の坂道』（同原作）でもよしづきが作画を担当した。
2006年の『太陽と風の坂道』連載終了後、2008年のシリーズ第3作『魔法遣いに大切なこと〜夏のソラ〜』（同原案）ではストーリーからよしづきが担当。また同年には『夏のソラ』の連載と並行し、同名実写映画を原作とした『フレフレ少女』（原作：橋本裕志・渡辺謙作）も『スーパージャンプ』（集英社）にて連載した。

### 初のオリジナル連載開始以降
2009年、『オースーパージャンプ』（集英社）に不定期連載として発表していた『君と僕のアシアト〜タイムトラベル春日研究所〜』が毎号連載化し、初のオリジナル連載作品となる。2度の連載誌移籍を経て2012年に連載終了した後は、集英社の青年誌と講談社の少年誌を行き来しながら作品を発表。2017年から2018年にかけては『8畳カーニバル』を『週刊少年マガジン』（講談社）にて連載し、オリジナル作品では初の週刊連載となった。
その後、『8畳カーニバル』を読んだ編集者に声をかけられ、2019年に『月刊アフタヌーン』（講談社）にて『ああっ女神さまっ』のスピンオフ作品『ああっ就活の女神さまっ』を連載開始。アフタヌーン四季賞佳作を受賞して以来初めて同誌での連載を果たすとともに、かつて作画アシスタントを務めた『ああっ女神さまっ』に再び関わることとなった。

## 年表
- 1993年（平成5年） - アフタヌーン四季賞佳作受賞[13]。
- 1994年（平成6年） - 前年に引き続きアフタヌーン四季賞佳作受賞[13]。
- 2000年（平成12年） - ホームページ「つちのこ準星群」を開設[15]。
- 2002年（平成14年） - 1月に「Living Quarter」でデビュー。5月に『魔法遣いに大切なこと - Someday's dreamers』で連載デビューし（ - 2003年）、初の単行本となる1巻が10月に発売[29]。
- 2003年（平成15年） - 『魔法遣いに大切なこと - Someday's dreamers』がテレビアニメ化[30]。『魔法遣いに大切なこと 太陽と風の坂道』連載開始（ - 2006年）。
- 2007年（平成19年） - 『君と僕のアシアト〜タイムトラベル春日研究所〜』を『オースーパージャンプ』に掲載し、初の青年誌掲載となる。9月に初の短編集『よしづきくみち作品集 はじまりのはこ』が発売[31]。
- 2008年（平成20年） - 2月に『魔法遣いに大切なこと〜夏のソラ〜』、3月に『フレフレ少女』連載開始（いずれも同年終了）。9月に初の画集『よしづきくみち画集 〜Calendar Film〜』が発売[32]。
- 2009年（平成21年） - 『君と僕のアシアト〜タイムトラベル春日研究所〜』が毎号連載化[20]（ - 2012年）。初のオリジナル連載[21]。
- 2013年（平成25年） - 『クーロンフィーユ』連載開始（ - 2014年）。
- 2014年（平成26年） - 『マギの贈り物』連載開始（同年終了）。
- 2016年（平成28年） - 『君と100回目の恋』連載開始（ - 2017年）。初の週刊連載[33]。
- 2017年（平成29年） - 『8畳カーニバル』連載開始（ - 2018年）。初のオリジナル週刊連載[25]。
- 2019年（平成31年） - 『ああっ就活の女神さまっ』連載開始（ - 2021年）。
- 2021年（令和3年） - 『金曜日のバカ飯先輩』連載開始（ - 2022年）。初のWeb媒体での連載[34]。
- 2023年（令和5年） - 『南海トラフ巨大地震』連載開始（連載中[注 1]）。

## 作風
よしづきの作風は、「抒情派絵師」（集英社）、「叙情派作家の雄」（白泉社）など、出版社の宣伝文句においては「抒情（叙情）派」と形容されることがある。特に透明感溢れる作画には定評があり、デジタル作画ながらアナログらしさを意識した絵作りが特徴。
『月刊ニュータイプ』2003年3月号では、「藤島康介先生のアシスタント〔中略〕がいちばん勉強になりました」「カメラから学んだことってものすごくいっぱいあるんですよ」といった本人の談を紹介し、「アシスタント経験プラス趣味の幅広さが現在の作風に大きく影響したようだ」と分析している。

### 画風
よしづきのイラストは、「繊細なキャラクターと光あふれる風景」という2つの要素から特徴づけて評される。よしづき自身、キャラクターと背景のバランスは「すごく気をつかう部分」であると語っている。
よしづきの描く少女は、「息吹を感じさせるやわらかな少女イラスト」（『パレッタ』2002年秋号）、「キャラクターのやわらかな表情」（『ニュータイプ』2003年3月号）など、しばしば「やわらか」という形容動詞を伴って称賛される。また、脚本家・漫画原作者の横幕智裕は、『マギの贈り物』巻末解説において「よしづき先生の描く女の子は、〔中略〕明るい表情、切ない表情、泣き顔、さまざまな表情が実に魅力的」と評している。
一方で背景の描写も評価が高く、光と大気を意識した奥行きのある風景描写を『コミックス・ドロウイング』4号では「淡い世界に広がる空気感」と表現している。その緻密さも特徴的で、よしづきのアシスタントを一時期務めていた漫画家の渡辺獏人は「よしづき氏は徹底的に背景絵にリアルさを追求していた。例えば家の掃きだし窓のサッシを描く場合でも、棧(さん)の上側と下側の幅が違う事に注意して描く」と紹介している。なお、背景の多くは資料を多用せず、自身で撮った写真や覚えているイメージを中心に描き下ろすという。

## 趣味
趣味はバイク、写真、天体、キャンプなど広範囲に渡るほか、交友のあるCLAMP・猫井椿から「猫ばか」と呼ばれたことがあるほどの愛猫家でもある。
特にバイクは趣味として最初に挙げられることが多い。愛機の車種はCBR600RR。16歳の時にNSR250Rを購入して以来、バイクを所有していなかった時期はないといい、「アクセルを開けばすぐにあのころの青春モードに心を乗せることができる」と語っている。
また、写真はアシスタント時代に先輩の勧めでカメラを始めて以来の趣味であり、その体験は自身の描くイラストにも活かされているという。「カメラを知って以降は、光や陰影の捉え方についてが大きく変わりました」と語り、レンズを意識した構図や光彩の表現など多くのことを学んだと述べている。

## 作品リスト

### 漫画
- デフォルトでの表示は発表順。
- 〈種〉連載か読切かで2種に大別。
- 〈発行〉ワニマガジン社は「ワニ社」と略記。
- 〈掲載〉初出を記載。雑誌の場合は掲載誌名と号数、ウェブコミック配信サイトの場合はサイト名と配信日、書籍・同人誌の場合は『書名』と発行年を記載。
  - 掲載誌のソートは刊行頻度（週刊 etc.）を除いた名称で行う。
- 〈収〉短1：『よしづきくみち作品集 はじまりのはこ』、短2：『よしづきくみち短編集 君と僕のアシアト』、短3：『恋する凡人と六魔法 〜よしづきくみち短編集〜』、単：短編集以外への収録、未：単行本未収録。

|  | 連載作品 |  | 読切作品 |

|      | 作品名                                                       | 種       | 発行       | 掲載                                                                 | 収       | 備考                                                                                        |
| ---- | ------------------------------------------------------------ | -------- | ---------- | -------------------------------------------------------------------- | -------- | ------------------------------------------------------------------------------------------- |
| 0    | 2000年代                                                     | 2000年代 | 2000年代   | 2000年代                                                             | 2000年代 | 2000年代                                                                                    |
| 1    | LivingQuarter                                                | 読切     | 富士見書房 | 月刊コミックドラゴン 2002年2月号                                     | 短1      | デビュー作。                                                                                |
| 2    | 魔法遣いに大切なこと - Someday's dreamers                    | 連載     | 富士見書房 | 月刊コミックドラゴン 2002年6月号 - 2003年2月号                       | 単       | 連載デビュー作であり、「魔法遣いに大切なこと」シリーズ第1作。原作：山田典枝。               |
| 3    | 魔法遣いに大切なこと 太陽と風の坂道                          | 連載     | 富士見書房 | 月刊ドラゴンエイジ 2004年1月号 - 2006年3月号                         | 単       | 「魔法遣いに大切なこと」シリーズ第2作。原作：山田典枝。                                     |
| 4    | てのひら                                                     | 読切     | 同人誌     | 『てのひら』（2005年）                                               | 短2      |                                                                                             |
| 5    | なつみ                                                       | 読切     | 同人誌     | 『てのひら』（2005年）                                               | 短2      |                                                                                             |
| 6    | すなぼし                                                     | 読切     | 同人誌     | 『すなぼし』（2006年）                                               | 短1      |                                                                                             |
| 7    | ことのは                                                     | 読切     | 同人誌     | 『ことのは』（2006年）                                               | 短1      |                                                                                             |
| 8    | 君と僕のアシアト〜タイムトラベル春日研究所〜【不定期連載版】 | 連載     | 集英社     | オースーパージャンプ 2007年4月号 - 2007年9月号                       | 短2      | 初の青年誌掲載。                                                                            |
| 9    | about me                                                     | 読切     | 同人誌     | 『about me』（2007年）                                               | 短2      |                                                                                             |
| 10   | 伊良林さんのファントムアーム                                 | 読切     | ジャイブ   | 月刊コミックラッシュ 2007年9月号                                     | 短1      |                                                                                             |
| 11   | おくりもの                                                   | 読切     | 同人誌     | 『かぜおと』（2007年）                                               | 短1      |                                                                                             |
| 12   | 彼女のせかい                                                 | 読切     | 同人誌     | 『ひまなつ』（2007年）                                               | 短2      |                                                                                             |
| 13   | け・ん・か                                                   | 読切     | 白泉社     | ヤングアニマルあいらんど 2007年11月11日号                            | 短2      |                                                                                             |
| 14   | 魔法遣いに大切なこと〜夏のソラ〜                             | 連載     | 角川書店   | 月刊少年エース 2008年4月号 - 2009年1月号                             | 単       | 「魔法遣いに大切なこと」シリーズ第3作。原案：山田典枝。                                     |
| 15   | フレフレ少女                                                 | 連載     | 集英社     | スーパージャンプ 2008年8号 - 21号                                    | 単       | 同名実写映画の漫画化。原作：橋本裕志・渡辺謙作。                                            |
| 16   | Imaginary Line                                               | 読切     | 同人誌     | 『Imaginary Line』（2008年）                                         | 短3      |                                                                                             |
| 17   | 君と僕のアシアト〜タイムトラベル春日研究所〜【毎号連載版】   | 連載     | 集英社     | オースーパージャンプ 2009年4月号 - グランドジャンプPREMIUM 2012年7号 | 単       | 初のオリジナル連載。                                                                        |
| 18   | 涼宮ハルヒの世界                                             | 読切     | 角川書店   | 『涼宮ハルヒの競演 ハルヒコミックアンソロジー』（2009年）            | —        | 涼宮ハルヒシリーズのアンソロジー。                                                          |
| 19   | 彼女のしあわせ                                               | 読切     | 白泉社     | ヤングアニマルあいらんど 2009年3月27日号                             | 未       |                                                                                             |
| 20   | チェーン おブ ザ ワーるド                                    | 読切     | ワニ社     | 季刊GELATIN 2009年あき号                                             | 短3      |                                                                                             |
| 21   | 白い道〜Chemin blanc〜                                       | 読切     | 少年画報社 | ヤングキング 2009年22号                                              | 短3      |                                                                                             |
| 21.5 | 2010年代                                                     | 2010年代 | 2010年代   | 2010年代                                                             | 2010年代 | 2010年代                                                                                    |
| 22   | シルベ                                                       | 読切     | 同人誌     | 『シルベ』（2010年）                                                 | 未       |                                                                                             |
| 23   | 交換                                                         | 読切     | 同人誌     | 『交換日記』（2010年）                                               | 短3      | 原作：とよ田みのる。                                                                        |
| 24   | クーロンフィーユ                                             | 連載     | 講談社     | 別冊少年マガジン 2013年2月号 - 2014年3月号                           | 単       |                                                                                             |
| 25   | ラジオたいそう第一                                           | 読切     | 同人誌     | 『ラジオたいそう』（コピー本版、2013年）                             | 短3      | 続編に『ラジオたいそう第二』がある。                                                        |
| 26   | マギの贈り物                                                 | 連載     | 集英社     | グランドジャンプPREMIUM 2014年5月号 - 2015年1月号                    | 単       |                                                                                             |
| 27   | ラジオたいそう第二                                           | 読切     | 同人誌     | 『ラジオたいそう』（オフセット版、2014年）                           | 短3      | 『ラジオたいそう第一』の続編。                                                              |
| 28   | 清潔な彼女                                                   | 読切     | 同人誌     | 『清潔な彼女』（2015年）                                             | 短3      | 月刊ComicREX 2017年10月号にも掲載。                                                         |
| 29   | 君と100回目の恋                                              | 連載     | 集英社     | 週刊ヤングジャンプ 2016年22・23合併号 - 2017年10号                   | 単       | 初の週刊連載であり、同名実写映画の漫画化。原作：Chocolate Records、構成：イナバセリ。       |
| 30   | 8畳カーニバル                                                | 連載     | 講談社     | 週刊少年マガジン 2017年50号 - 2018年24号                             | 単       | 初のオリジナル週刊連載。                                                                    |
| 31   | あ・ら・クレーム！                                           | 読切     | KADOKAWA   | 『いやされて 社畜女子のコミックアンソロジー』（2017年）              | —        | 「社畜女子」をテーマにしたアンソロジーの収録作品。『いきのこれ! 社畜ちゃん』3巻と同時発売。 |
| 32   | ああっ就活の女神さまっ                                       | 連載     | 講談社     | 月刊アフタヌーン 2019年3月号 - 2021年12月号                          | 単       | 『ああっ女神さまっ』のスピンオフ。原作：青木U平、協力：藤島康介。                           |
| 32.5 | 2020年代                                                     | 2020年代 | 2020年代   | 2020年代                                                             | 2020年代 | 2020年代                                                                                    |
| 33   | 金曜日のバカ飯先輩                                           | 連載     | 講談社     | ヤンマガWeb 2021年11月12日 - 2022年9月30日                           | 単       | 初のWeb媒体での連載。原作：赤堀君。                                                         |
| 34   | 実録・ちゃんねこ娘                                           | 読切     | 同人誌     | 『実録・ちゃんねこ娘』（2023年）                                     | 未       |                                                                                             |
| 35   | 南海トラフ巨大地震                                           | 連載     | 講談社     | 現代ビジネス 2023年5月30日 -                                         | 単       | 原作：biki。                                                                                |

### イラスト
当該イラストが初出の商業媒体のみ掲載。★はイラストが『よしづきくみち画集 〜Calendar Film〜』に収録されているもの。

#### 展覧会出展
- 夏のはな（2011年、『絵師100人展』）[61]
- pray（2012年、『絵師100人展02』）[62]
- 初参（2013年、『絵師100人展03』）[63]
- Magic Idol（2014年、『絵師100人展04』）[64]
- 畔（2015年、『絵師100人展05』）[65]
- 分光（2016年、『絵師100人展06』）[66]
- 時程（2017年、『絵師100人展07』）[67]
- 堆色（2019年、『絵師100人展09』）[68]
- あゆみ（2021年、『絵師100人展11』）[69]
- ゆめ[70]（2022年、『絵師100人展12』[71]）

#### 雑誌掲載
- 『カラフル萬福星』15号（ビブロス）[72] - kojita名義
- 『カラフル萬福星』19号（ビブロス）[72] - kojita名義
- ★『COCO』2002年夏号（エンターブレイン）
- ★『マガジンワンダー』2004年9月11日号（講談社）
- ★『月刊少年ブラッド』2006年10月号（モビーダ・エンタテインメント）
- ★『月刊ドラゴンエイジ』2007年3月号（富士見書房）付録小冊子「エイジHOT」[73]
- ★『ヤングアニマルあいらんど』6号（白泉社）
- 『ヤングアニマルあいらんど』8号（白泉社）
- 『ヤングアニマルあいらんど』10号（白泉社）付録小冊子「ローアングル探偵団」[74]
- 『E☆2』48号（アールビバン）[75]

#### 小説挿絵
- ★純情FBA!（著：野島けんじ、2003年、角川スニーカー文庫）
- キララの家（著：椎野美由貴、『ザ・スニーカー』2004年10月号掲載、角川書店） - 未単行本化[注 4]
- 真夜中のにらめっこ（著：赤川次郎、『少年探偵と4つの謎』所収、2010年、角川つばさ文庫）
- 僕が七不思議になったわけ（著：小川晴央、2014年、メディアワークス文庫）
- 君の声に耳をすまして（著：小川晴央、2015年、メディアワークス文庫）
- やり残した、さよならの宿題（著：小川晴央、2016年、メディアワークス文庫）
- ステラエアサービス（著：有馬桓次郎、2020年 - 以下続刊、電撃の新文芸、既刊2巻[注 4]）
- 青春、ゴー！ゴー！（『まちまちストーリーズ』第4巻所収、2023年、小田急不動産）[76]

#### カバーイラスト
- ★高橋廣敏の現代文［客観問題］が面白いほどとける本（2003年、中経出版）
- ★高橋廣敏の現代文［記述問題］が面白いほどとける本（2003年、中経出版）
- ★大宮理の 化学［理論化学編］が面白いほどわかる本（2003年、中経出版）
- ★大宮理の 化学［無機化学編］が面白いほどわかる本（2004年、中経出版）
- ★高橋廣敏の 「受かる！ 小論文」が面白いほど書ける本（2004年、中経出版）
- ★大宮理の 化学［有機化学編］が面白いほどわかる本（2005年、中経出版）
- ★『ティアズマガジン』77号（2006年、コミティア実行委員会）[77]
- ★新出題傾向対応版　大宮理の 化学［理論化学編］が面白いほどわかる本（2007年、中経出版）
- 新出題傾向対応版　大宮理の 化学［有機化学編］が面白いほどわかる本（2007年、中経出版）
- 阿由葉勝の 文系数学最頻出テーマ［I・A・II・B］を攻略する本（2008年、中経出版）
- アマガミ -Various Artists- 4（2010年、エンターブレイン）
- サウンドガール デュオ ―音響少女―（2010年、白夜書房）
- ぼくは科学の力で世界を変えることに決めた（2015年、講談社）

### その他

#### キャラクターデザイン
- 3DS・PSP用ゲーム『アンチェインブレイズ レクス』（2011年、フリュー） - シルヴィ[78]

#### 漫画原作
- 漫画『等価なふたり』（作画：とよ田みのる、2012年、『とよ田みのる短編集 CATCH&THROW』、小学館）

#### 出演
- SOLiVE24（ウェザーニューズ、2015年3月13日） - 同番組キャスターの山岸愛梨を『マギの贈り物』ヒロインのイメージ元としたことにちなみゲスト出演[79]。

## 書籍リスト

### 漫画単行本
- デフォルトでの表示は作品毎にまとめてオリジナルの発売順とし、短編集については最後にまとめた。
- 〈レーベル〉AKC：アフタヌーンKC、CC：CR COMICS、DC：ドラゴンコミックス、IDC：IDコミックス、JCD：ジャンプ・コミックス デラックス、KC：講談社コミックス、KCA：角川コミックス・エース、YJC：ヤングジャンプ・コミックス、YMKCSP：ヤンマガKCスペシャル。

|  | 長編 |  | 短編集 |

|    | 書名                                         | 発行     | レーベル | 判     | 発行年          | 巻 |
| -- | -------------------------------------------- | -------- | -------- | ------ | --------------- | -- |
| 1  | 魔法遣いに大切なこと - Someday's dreamers    | 角川書店 | DC       | A5     | 2002年 - 2003年 | 2  |
| 2  | 魔法遣いに大切なこと 太陽と風の坂道          | 角川書店 | DC       | B6     | 2004年 - 2006年 | 5  |
| 3  | 魔法遣いに大切なこと〜夏のソラ〜             | 角川書店 | KCA      | B6     | 2008年          | 2  |
| 4  | フレフレ少女                                 | 集英社   | JCD      | B6     | 2008年          | 2  |
| 5  | 君と僕のアシアト〜タイムトラベル春日研究所〜 | 集英社   | JCD      | B6     | 2010年 - 2012年 | 6  |
| 6  | クーロンフィーユ                             | 講談社   | KC       | 新書   | 2013年 - 2014年 | 3  |
| 7  | マギの贈り物                                 | 集英社   | YJC      | B6     | 2015年          | 1  |
| 8  | 君と100回目の恋                              | 集英社   | YJC      | B6     | 2017年          | 3  |
| 9  | 8畳カーニバル                                | 講談社   | KC       | 新書   | 2018年          | 3  |
| 10 | ああっ就活の女神さまっ                       | 講談社   | AKC      | B6     | 2019年 - 2022年 | 5  |
| 11 | 金曜日のバカ飯先輩                           | 講談社   | YMKCSP   | B6     | 2022年          | 2  |
| 12 | 南海トラフ巨大地震                           | 講談社   | —        | A5変型 | 2023年 -        | 2  |
| 13 | よしづきくみち作品集 はじまりのはこ          | ジャイブ | CC       | B6     | 2007年          | 1  |
| 14 | よしづきくみち短編集 君と僕のアシアト        | 集英社   | JCD      | B6     | 2008年          | 1  |
| 15 | 恋する凡人と六魔法 〜よしづきくみち短編集〜  | 一迅社   | IDC      | B6     | 2017年          | 1  |

### 画集
- 『よしづきくみち画集 〜Calendar Film〜』富士見書房（2008年9月30日発行、9月17日発売[32]、ISBN 978-4-8291-7670-2） - 初の画集。代表作である『魔法遣いに大切なこと』シリーズのイラストを中心に、描き下ろしを含む100点超のイラストを収録している[32]。
- 『よしづきくみちラフ画集』（2014年11月23日発行、国立国会図書館書誌ID:033102863） - 同人誌として発行。デビュー以来のラフ画、下書き、線画等を収録している[85]。

## 関連人物
藤島康介
『ああっ女神さまっ』13巻収録分から26巻収録分までの約7年間、よしづきがアシスタントを務めた。よしづき初のオリジナル連載作品単行本となった『君と僕のアシアト〜タイムトラベル春日研究所〜』1巻の帯には、藤島が推薦文を寄稿している。また、『ああっ女神さまっ』のスピンオフ『ああっ就活の女神さまっ』ではよしづきが作画を担当している。
かずといずみ
よしづきがホームページを開設した2000年当時から交流があり、いずみの同人誌によしづきがゲストイラストを寄稿するなどしていた。よしづきがデビューした後も単行本にしばしばスペシャルサンクスなどとして、いずみの名前がクレジットされていた。
とよ田みのる
同人活動を通じた交流がある。互いの原作ネームを交換して作画した同人誌『交換日記』を2010年に合同で発表し、後にその作品が互いの短編集に収録された。